# Samuel Koejoe
Samuel „Sammy“ Koejoe (* 17. August 1974 in Paramaribo, Suriname) ist ein ehemaliger niederländischer Fußballspieler, der auch Staatsangehöriger des Surinames ist.

## Karriere
Der in der Hauptstadt von Suriname geborene Sammy Koejoe, spielte seit 1988 in der Jugend des Amsterdamsche FC DWS. Bis 1996 blieb er dem niederländischen Verein treu, ehe er in die zweite österreichische Liga zum SC Austria Lustenau wechselte. In seiner ersten Saison absolvierte er 14 Spiele für die Vorarlberger und erzielte dabei zwölf Tore. Am Ende der Saison stand mit der Meisterschaft in der 2. Division der Aufstieg in die Bundesliga. In seiner ersten Spielzeit in der Bundesliga wurde er bei einem Auswärtsspiel gegen den SK Rapid Wien Opfer rassistischer Vorfälle seitens der Wiener Fans, die ihn mit Affenlauten verspotten. Koejoe reagierte mit gezeigtem Mittelfinger in Richtung der Fans und erhielt hierfür einige Tage später eine Strafanzeige der österreichischen Polizei. Trotz 29 Einsätzen gelangen dem Mittelstürmer nur sieben Tore und er wechselte zum Ligakonkurrenten SV Austria Salzburg. In Salzburg gelangen dem bulligen Spieler bis zur Winterpause 1999/2000 in 45 Spielen 14 Tore. Es folgte ein Abstecher nach England zu den Queens Park Rangers. Mit der englischen Spielweise kam Koejoe nicht zurecht. In 18 Monaten spielte er nur 13-mal von Beginn an. In insgesamt 33 Partien gelangen ihm nur drei Tore und er schloss sich erneut Austria Lustenau an, wo er aber ebenfalls nur noch zu zehn Einsätzen kam und vier Tore schoss.
Sein Durchbruch im österreichischen Fußball sollte in der Saison 2002/03 gelingen. Beim neu gegründeten FC Wacker Tirol spielte er in der Fußball-Regionalliga West, erzielte in 30 Spielen 36 Tore und hatte damit einen großen Anteil am Meistertitel. Auch in der folgenden Saison gehörte er zu den besten Spielern. In der zweiten österreichischen Liga gelangen ihm in 26 Einsätzen 22 Tore, was ihm den Titel des Torschützenkönigs einbrachte. Zugleich wurde er mit dem Bruno als bester Spieler der zweiten Liga geehrt und konnte mit den Tirolern den Durchmarsch in die Bundesliga feiern. Auch in der ersten Liga in der Spielzeit 2004/05 startet er erfolgreich. Zwölf Tore in 21 Spielen standen zu Buche, ehe er für 300.000 Euro zum abstiegsgefährdeten SC Freiburg in die deutsche Bundesliga wechselte. In den zwölf Partien, die er in der Rückrunde der Saison 2004/05 für die Breisgauer bestritt, erzielte er zwei Tore und musste mit dem Verein den Gang in die zweite Liga antreten.
Auch in der zweiten Liga konnte sich der technisch limitierte Niederländer bei den Freiburgern nicht durchsetzen. In der Saison 2005/06 kam er zu 24 Einsätzen, davon allerdings bei zwölf als Einwechselspieler (fünf Tore). In der Sommerpause 2006 wechselte Koejoe daher ablösefrei zum Liga-Konkurrenten Eintracht Braunschweig. Aber auch hier zeigte Koejoe keinerlei Torjägerqualitäten. Nach Ende der Hinrunde kam Koejoe auf lediglich acht Einsätze (sechs Ein- und zwei Auswechslungen), bei denen er kein Tor erzielte. Am 8. Januar 2007 einigten sich der Spieler und die Löwen auf einen Aufhebungsvertrag. Er wechselte daraufhin zum deutschen Regionalligisten Dynamo Dresden, dem er zum Aufstieg verhelfen sollte. In der Saison 2007/08 spielte Samuel Koejoe für den in die Regionalliga aufgestiegenen Verein FSV Frankfurt, dem in dieser Spielzeit der Durchmarsch in die 2. Bundesliga gelang. Mit Juni 2008 kehrte er zum mittlerweile wieder in der zweithöchsten Spielklasse spielenden FC Wacker Innsbruck zurück.
Nach seiner Rückkehr in Innsbruck konnte er zu Beginn der Saison 2008/09 mehrmals überzeugen und erzielte unter anderem in fünf Spielen als Edeljoker zwei Tore. Mit Fortlauf der Saison konnte er jedoch nicht mehr an seine früheren Erfolge bei den Innsbruckern anschließen und war im Frühjahr 2009 zumeist nur zweite Wahl oder gar nicht im Kader. Am 23. April 2009 wurde schließlich bekanntgegeben, dass sein Vertrag mit Saisonende nicht mehr verlängert werden würde. Danach wechselte er in die Slowakei zum DAC Dunajská Streda, kehrte aber nach einer Saison wieder nach Tirol zurück, wo er bis zur Winterpause 2010/11 beim Viertligisten SV Reutte als Stammkraft fungierte. In weiterer Folge verließ er den Vereins und beendete seine Laufbahn als Fußballspieler.
Im Laufe seiner Karriere tourte er mit der Fairplay Initiative herum und machte auf Missstände wie etwa Rassismus im Fußball aufmerksam. Des Weiteren war er Botschafter von projektXchange, eines Projekts des  Österreichischen Roten Kreuzes im Bereich Migration und Integration.

## Erfolge
- Aufstieg in die Fußball-Bundesliga (Österreich): 2003/04
- Aufstieg in die Erste Liga (Österreich): 2002/03
- Torschützenkönig der Ersten Liga (Österreich): 2003/04 (22 Tore)
- Torschützenkönig der Regionalliga West (Österreich): 2002/03 (36 Tore)
- Bester Spieler der Ersten Liga (Österreich): 2003/04